# Франц Враницки
Франц Враницки (на немски: Franz Vranitzky) е австрийски икономист, политик и банкер, федерален канцлер на Австрия в периода 1986 - 1997 и от 1988 до 1997 председател на Австрийската социалдемократическа партия (АСДП).

## Живот и кариера
Син на леяр в австрийските железници Враницки израства в работническа среда при скромни условия на живот, завършва реална гимназия и впоследствие икономика във Виенския икономически университет през 1960 г. Като активен спортист през 1960 г. взима участие в квалификациите за летните олимпийски игри в Рим с австрийския национален отбор по баскетбол. Член е на АСДП от 1962 г.
През същата 1962 г. сключва брак с Кристине (родена Кристенсен), от която има две деца, син Роберт и дъщеря Клаудия.
Професионалната си кариера започва през 1961 в Сименс АГ но още същата година преминава в Австрийската национална банка. От 1969 е доктор на икономическите науки и като такъв от 1970 финансов и икономически съветник на впоследствие скандално известния индустриалец и тогавашен финансов министър в кабинета на Крайски, Ханес Андрош.
От 1976 изпълнява ръководни функции в няколко австрийски банки, между които заместник генерален директор от 1976 до 1981 на Creditanstalt-Bankverein, и от 1981 генерален директор на същата и генерален директор на австрийската земеделска банка (Länderbank), докато през 1984 не заеме поста финансов министър в правителството на Фред Синовац. Във връзка с което се стига до широка обществена дискусия относно огромните финансови обезщетения получени от Враницки в качеството му на генерален директор на държавните за времето финансови институции.
След президентските избори през 1986 г. и избирането на Курт Валдхайм (АНП) за президент на Австрия и във връзка със застъпената от канцлера Фред Синовац позиция против кандидатурата на Валдхайм, в знак на протест в деня след избора на Валдхайм за президент Синовац напуска поста си, и посочва за свой приемник Франц Враницки.

### Федерален канцлер
Враницки поема поста Федерален канцлер на Австрия и съставя първото от петте си правителства, като продължава коалиционно управление с Австрийската партия на свободата.
На 13 септември 1986 г. с помощта на немското национално крило на Австрийската партия на свободата за ръководител на партията на мястото на Норберт Щегер е избран крайно десния националист Йорг Хайдер, на следващия ден Враницки разпуска коалиционното правителство което довежда и до разпускане на австрийския парламент
Последвалите на 23 ноември 1986 г. парламентарни избори са спечелени отново от АСДП (SPÖ) и Враницки съставя вторият си кабинет в коалиция с втората от изборите АНП (ÖVP). През 1988 г. е избран и за председател на Австрийската социалдемократическа партия на мястото на Синовац.
По време на управлението на Враницки Австрия става пълноправен член на Европейския съюз през 1995 година, въпреки трудната международна изолация в която попада страната, след избора на Курт Валдхайм за президент, за когото се разкрива, че е бил офицер от Щурмовите войски по времето на Втората световна война.
Враницки напуска своя пост през януари 1997 година, след повече от 10 г. начело на Австрия. Наследен е от тогавашния финансов министър Виктор Клима.
След края на политическата си кариера, Враницки се заема със задачи свързани с Организацията за сигурност и сътрудничество в Европа като специален пратеник за Албания.
През 2006 г. името му е замесено в нашумялия в Австрия банков скандал и свързаните с това не регламентирани плащания от Волфганг Фльотл. Враницки категорично отхвърля отправените срещу него обвинения и твърди, че е получил сумата за извършени от него финансови консултации.